# Phare de Crisp Point

Le phare de Crisp Point (en anglais : Crisp Point Light), est un phare privé du lac Supérieur situé  sur la péninsule supérieure du Michigan entre Munising et Whitefish Point dans le comté de Luce, Michigan.

## Historique
Située à environ 23 kilomètres à l'ouest de Whitefish Point, elle est devenue en 1876 la station de sauvetage numéro dix de l'United States Life-Saving Service. Crisp Point doit son nom à l'un des gardiens de la Life-Saving Station, Christopher Crisp. Des surfmen (en) y étaient stationnés pour aider les marins et les navires en détresse. La station, avec le reste du Service de sauvetage des États-Unis, a été intégrée à l'United States Coast Guard en 1915.

### Le phare
Le phare de Crisp Point avait été proposé pour la première fois en 1896 et n'a été approuvé qu'en juin 1902. La construction a commencé un an plus tard et il a été équipé d'une lentille de Fresnel rouge de quatrième ordre de Sautter et Lemonnier de Paris. La lumière a été mise en service en mai 1904 et a été désactivée en 1992.
En 1993, le phare a été mis hors service par la Garde côtière américaine. En 1997-1998, mille mètres cubes de pierre ont été placés devant la tour pour la stabiliser et la protéger. 
Le phare a été presque complètement perdu à cause des éléments et de la négligence. Ont également été démoli : le hangar à bateaux en bois, la grange, le bâtiment à carburant en brique et deux dépendances. 
La propriété de Crisp Point a été transférée de la Garde côtière au comté de Luce en février 1997 en vertu de la National Historic Preservation Act of 1966 (en). Le phare de Crisp Point était alors loué à la Crisp Point Light Historical Society. En 2012, l'association a demandé un permis d'aide à la navigation privée pour exploiter un feu de classe II du 1er mai au 1er novembre de chaque année, ce qui a été approuvé par l'USCG le 25 juillet 2012. Un feu marin à LED de 300 mm a été installé dans la tour le 23 novembre 2012. Le 4 mai 2013, la lumière a été réactivée et fonctionne depuis de façon saisonnière.

### Naufrage
Le tronçon de côte entre Whitefish Point et Grand Island est connu pour être une zone du naufrage. Le 10 novembre 1975, le cargo SS Edmund Fitzgerald a coulé lors d'une violente tempête à environ 27 km au nord-est de Crisp Point. 
Le 1er décembre 1908, le cargo en acier SS D.M. Clemson (en),construit en 1903, a disparu sans laisser de trace quelque part entre Crisp Point et Grand Marais. 
À proximité, dans la tempête des Grands Lacs de 1913, le cargo Major (construit en 1889) s'est échoué près de Crisp Point, et en 1902, le William Nottingham a perdu trois hommes dans la région.

### Depuis les années 2010
Le phare de Crisp Point fait l'objet de rénovations au milieu des années 2010. Sous la direction de la Crisp Point Lighthouse Historical Society et d'autres organisations coopérantes, il s'y déroule divers événements culturels. Le phare a été remis en parfait état et le bâtiment de services qui a été détruit en 1996 a été reconstruit. Un centre d'accueil a été construit à côté du parking. Ce centre d'accueil comporte des toilettes, une toute petite boutique et un petit musée. Une lentille Fresnel de quatrième ordre[Quoi ?] a été prêtée à la société pour être exposée. À l'été 2016, une restauration majeure en briques à l'extérieur de la tour a été achevée. Toute la peinture a été retirée de la tour et une fois le travail de brique terminé, elle a été repeinte en blanc. Ce travail de remise en état est réalisé grâce aux fonds recueillis par le CPLHS et grâce à une subvention du Michigan Lighthouse Assistance Program, qui est administré par le State Historic Preservation Office du Michigan.

## Description
Le phare  est une tour cylindrique en brique  de 18 m de haut, avec une  galerie et une lanterne, raccordée à un petit bâtiment technique en brique d'un étage. La tour est blanche et la lanterne est noire avec un toit rouge.
Il émet, à une hauteur focale de 19 m, un éclat blanc par période de 6 secondes. Sa portée est de 13 milles nautiques (environ 24 km).
Identifiant  : ARLHS : USA-203 ; USCG :  7-14535 .

### Lien connexe
- Liste des phares au Michigan